# Elecciones presidenciales de Polonia de 1990
Las elecciones presidenciales se celebraron en Polonia el 25 de noviembre de 1990, con una segunda vuelta el 9 de diciembre. Fueron las primeras elecciones presidenciales directas en la historia de Polonia y las primeras elecciones presidenciales libres desde el golpe de mayo de 1926. Antes de la Segunda Guerra Mundial, los presidentes fueron elegidos por el Sejm. De 1952 a 1989 -la mayor parte de la era comunista- la presidencia no existía como una institución separada, y la mayoría de sus funciones fueron cumplidas por el Consejo de Estado de Polonia, cuyo presidente era considerado el equivalente de un presidente.
El líder del movimiento Solidaridad, Lech Wałęsa, ganó la primera ronda. Sin embargo, no ganó más del 50% de los votos, lo que llevó a una segunda vuelta electoral. Wałęsa se enfrentó al empresario polaco-canadiense Stanisław Tymiński en la segunda ronda, derrotándolo fácilmente.

## Contexto
Wałęsa era un electricista y líder sindical con la imagen de un emocional, populista de camisas. Fue primer ministro y el primero no comunista, Tadeusz Mazowiecki, fue muy popular y ampliamente considerado como favorito. Apareció como un líder más respetable e intelectual que Wałęsa. sino también como más de un comprometedor. Sin embargo, en la primera ronda, Mazowiecki terminó en un tercer lugar distante, con sólo el 18,08 por ciento de los votos, muy por detrás de Tymiński.
Las razones del inesperado éxito de Tymiński no están claras. Su vaga promesa de crear riqueza para todos rápidamente, apoyada por su imagen como un polo patriótico que había tenido éxito en el extranjero, fue bien recibida en un momento de cambio político radical y una situación económica cada vez peor. Había una creciente decepción con la guerra de trincheras que había estallado dentro de la antigua oposición anticomunista, por lo que un extraño misterioso, honesto y patriótico "directamente de la nada" tenía un atractivo considerable.
Otro factor fue que el uso de Tymiński de métodos de márquetin político desconocido en Polonia en ese momento. Un elemento clave de su campaña era un maletín negro omnipresente, que supuestamente contenía "documentos secretos" que destruirían la carrera de sus rivales cuando llegara el momento adecuado. Aunque las elecciones pasaron sin que se abriera el maletín, su presencia atrajo la atención constante. Los adversarios de Tymiński adoptaron una estrategia similar; el diario Gazeta Wyborcza (que apoyaba a Mazowiecki) informó que Tymiński había tenido contacto con la policía secreta, una historia que no fue refutada hasta después de las elecciones.
A pesar de la derrota de Tymiński, este no sólo humilló a Mazowiecki (una de las figuras más conocidas y respetadas de la política polaca), sino que obligó a Wałęsa (que en ese momento era un héroe nacional) a escurrirse. Después de la elección Tymiński trató de establecer un nuevo partido político, pero rápidamente este desapareció de la escena política en Polonia.

## Candidatos
- Roman Bartoszcze: Candidato presentado por el Partido Campesino Polaco, el presidente de este partido. Se convirtió en un candidato presidencial después de la aprobación de la Junta Ejecutiva del PSL con 64 votos a favor y 13 abstenciones. Sus opositores formaban parte de los miembros del antiguo Partido Campesino Unido. El candidato usó varios lemas electorales: ¡Recuerda! Mazowiecki-Walesa es el programa de Balcerowicz; No confíes en las élites y yo con el oeste, y con el este, sobre todo con tu propia nación.
- Włodzimierz Cimoszewicz: Candidato a la socialdemocracia de la República de Polonia. Tomasz Nalecz era el jefe del equipo de Włodzimierz Cimoszewicz. El personal incluido, entre otros. Danuta Waniek, Leszek Miller, Aleksander Kwasniewski y Zbigniew Siemiątkowski. El candidato utilizó varios eslóganes electorales: Juventud-Competencia-Racionalismo; Tenemos el mismo problema, vamos a batir juntos; Seguridad social, la democracia parlamentaria es Cimoszewicz, se ha dejado demasiado tiempo, demasiado bruscamente quiere tener razón o la razón sobre las emociones.
- Tadeusz Mazowiecki: NSZZ "Solidaridad" líder fue uno de los favoritos de la campaña electoral, la predicción de la victoria en la primera ronda. Era un no-partido, su campaña electoral fue organizada por los comités de Solidaridad y el acuerdo del Centro, y el jefe del personal electoral fue Jacek Merkel de KLD. El candidato apoyó alrededor de 220 instituciones. La campaña de Lech Wałęsa fue la manifestación. Anunció la aceleración de la transformación y relajación del plan de Balcerowicz y la apropiación universal de 100 millones para todos. Llamado para la actividad social con un lema: Tome los casos en sus manos. El vocabulario de la campaña electoral de Lech Wałęsa fue: Soy sabio en tu sabiduría.
- Leszek Moczulski: El primer candidato que anunció su participación en la elección presidencial. No partidista, fue lanzado por la Acción Cívica Acción Democrática y el Foro Democrático de Demócrata. Como primer ministro, tenía acceso a los medios de comunicación. No podía aprovechar las oportunidades creadas por el jefe de gobierno y el control sobre los medios de comunicación, limitar el número de conferencias públicas y confiar campañas a personas conocidas. Henry Woźniakowski o Aleksander Hall. La estrategia del candidato fue eficaz en relación con la intelectualidad, pero no proporcionó la oportunidad de ganar un electorado más amplio. El campo del primer ministro no tomó una posición en las acusaciones de su origen judío. El primer ministro se centró en defender los logros del gobierno en el país y en el extranjero, siendo incapaz de contrarrestar los ataques de los opositores políticos, lo que resultó en una disminución gradual del apoyo del 45-50% al comienzo de la campaña al 25% al final. El resultado obtenido en la primera ronda no permitió que el primer ministro participara en la segunda vuelta de las elecciones.
- Stanisław Tymiński: El líder de la Confederación de Polonia independiente era el único candidato de la oposición anticomunista no de Solidaridad. La campaña electoral de Leszek Moczulski se centró en promocionar a sí mismo ya su partido. Ella demostró la penumbra de la dotación de personal de KPN, compuesta por restricciones financieras (369 millones de zlotys viejos) y que se aferraba a las apariciones de la televisión.
- Lech Wałęsa: La campaña electoral del candidato se basó en altos medios financieros. Su programa político fue incluido en el libro Perros santos. Candidato comenzó bajo el lema: Salir de la fila. La primera encuesta OBOP le dio a Stanisław Tymiński un 1%. El aumento del apoyo al candidato se produjo tras los debates televisivos. Otra encuesta realizada el 9 y 16 de noviembre dio Stanisław Tymiński 7 y 12% de apoyo. Más del 20% de los encuestados declaró su intención de votar justo antes del cambio de turno. El programa de Stanislaw Tymiński constaba de 21 puntos, que era una referencia a 21 demandas de Solidaridad. En la primera ronda derrotó a todos los candidatos excepto Lech Wałesa y fue a la segunda ronda.

## Resultados
| Resultados de la 1ra vuelta |                                                     |            |            |            |            |
| Candidato                   | Partido                                             | Votos      | Porcentaje | Votos      | Porcentaje |
| Lech Wałęsa                 | Solidaridad (Solidarność)                           | 6 569 889  | 39,96      | 10 622 696 | 74,25      |
| Stanisław Tymiński          | Independiente                                       | 3 797 605  | 23,10      | 3 683 098  | 25,75      |
| Tadeusz Mazowiecki          | Independiente                                       | 2 973 364  | 18,08      |            |            |
| Włodzimierz Cimoszewicz     | Independiente (Partido Social Demócrata de Polonia) | 1 514 025  | 9,21       |            |            |
| Roman Bartoszcze            | Partido Popular (Polonia)                           | 1 176 175  | 7,15       |            |            |
| Leszek Moczulski            | Confederación de Polonia Independiente              | 411 516    | 2,50       |            |            |
| Votos válidos               | Votos válidos                                       | 16 442 474 | 100.00     | 14 305 794 | 100.00     |
| Votos nulos                 | Votos nulos                                         | 259 526    | 259 526    | 344 243    | 344 243    |
| Participación               | Participación                                       | 16 702 000 | 60,63      | 14 650 037 | 53,40      |
| Registrados                 | Registrados                                         | 27 545 625 | 27 545 625 | 27 545 625 | 27 545 625 |

- Datos: Q673527
- Multimedia: Polish presidential elections 1990 / Q673527